# Columbia 200 1965
Columbia 200 1965 var ett stockcarlopp ingående i Nascar Grand National Series (nuvarande Nascar Cup Series) som kördes 28 april 1965 på den 0,5 mile (804,672 m) långa ovalbanan Columbia Speedway i Cayce, en förort till Columbia i South Carolina. Totalt avverkades 62 miles (99,779 km) fördelat på 124 varv. Ursprungligen skulle sträcken 100 miles (160,934 km) fördelat på 200 varv körts men loppet kortades på grund av regn. Banunderlaget var dirt. Loppet vanns av Tiny Lund i en Ford på tiden 1:06.55 körande för Lyle Stelter. Lunds snitthastighet uppgick till 55,591 mph. Prispotten uppgick till 4 340 dollar, varav 1 000 dollar gick till segraren.

## Resultat
| Plc     | Nr | Förare          | Team/ bilägare    | Konstruktör | Start | Varv | Ledda varv |
| ------- | -- | --------------- | ----------------- | ----------- | ----- | ---- | ---------- |
| 1       | 55 | Tiny Lund       | Lyle Stelter      | Ford        | 4     | 124  | 93         |
| 2       | 11 | Ned Jarrett     | Bondy Long        | Ford        | 1     | 124  | 26         |
| 3       | 86 | Neil Castles    | Buck Baker Racing | Plymouth    | 18    | 122  | 0          |
| 4       | 10 | Darel Dieringer | Gary Weaver       | Ford        | 6     | 121  | 0          |
| 5       | 29 | Dick Hutcherson | Holman Moody      | Ford        | 11    | 120  | 2          |
| 6       | 9  | Roy Tyner       | Roy Tyner         | Chevrolet   | 12    | 118  | 0          |
| 7       | 97 | Henley Gray     | Gene Cline        | Ford        | 15    | 118  | 0          |
| 8       | 68 | Bob Derrington  | Bob Derrington    | Ford        | 13    | 117  | 0          |
| 9       | 34 | Wendell Scott   | Scott Racing      | Ford        | 9     | 114  | 0          |
| 10      | 31 | Cale Yarborough | Sammy Fogle       | Ford        | 10    | 113  | 3          |
| 11      | 52 | E.J. Trivette   | Jess Potter       | Chevrolet   | 14    | 110  | 0          |
| 12      | 79 | Joe Penland     | Harold Rhodes     | Chevrolet   | 7     | 110  | 0          |
| 13      | 35 | Jeff Hawkins    | Lester Hunter     | Dodge       | 8     | 107  | 0          |
| 14      | 88 | Buddy Baker     | Buck Baker Racing | Dodge       | 5     | 102  | 0          |
| 15      | 75 | J.T. Putney     | C.L. Crawford     | Ford        | 16    | 36   | 0          |
| 16      | 53 | David Warren    | David Warren      | Ford        | 17    | 32   | 0          |
| 17      | 49 | G.C. Spencer    | GC Spencer Racing | Ford        | 2     | 32   | 0          |
| 18      | 45 | Bud Moore       | Louis Weathersbee | Plymouth    | 3     | 5    | 0          |
| Källor: |    |                 |                   |             |       |      |            |